# Бенџамин Мајлс „Стотка” Френклин
Бенџамин Мајлс „Стотка” Френклин (енгл. Benjamin Miles "C-Note" Franklin) је измишљени лик из америчке ТВ серије Бекство из затвора. Његов лик тумачи Рокмонд Данбар, a у серији се први пут појављује одмах у првој епизоди.
Након нечасног отпуста из војске САД-a, Мајлс се вратио кући, где је открио како је због отпуста из војске постао непожељан као запослени. Морајући некако да прехрани своју жену и кћерку, тајно је прихватио посао возача камиона за транспорт украдене робе. Након што је ухапшен није био вољан да се нагоди и ода идентитет својих сарадника. Осуђен је на служење казне у „Фокс риверу”.
Након бекства из „Фокс ривера”, Френклин се укрцао на воз, али је током вожње морао да искочи у реку, одакле је побегао у Јуту. У то време је покушао да ступи у контакт са својом женом и ћерком, како би договорили место за сусрет.
Након његовог неуспешног покушаја да набави новац, окренуо се бившим сарадницима који су му помогли да уграби супругу Кејси и ћерку Диди пре него што их је ФБИ привео. Кејси је после ухапшена за помагање затвореника у бекству, у градићу Харвију (Северна Дакота). „Стотка” је и даље у бекству са својом ћерком која болује од ретке болести...